# Gau Magdeburg-Anhalt

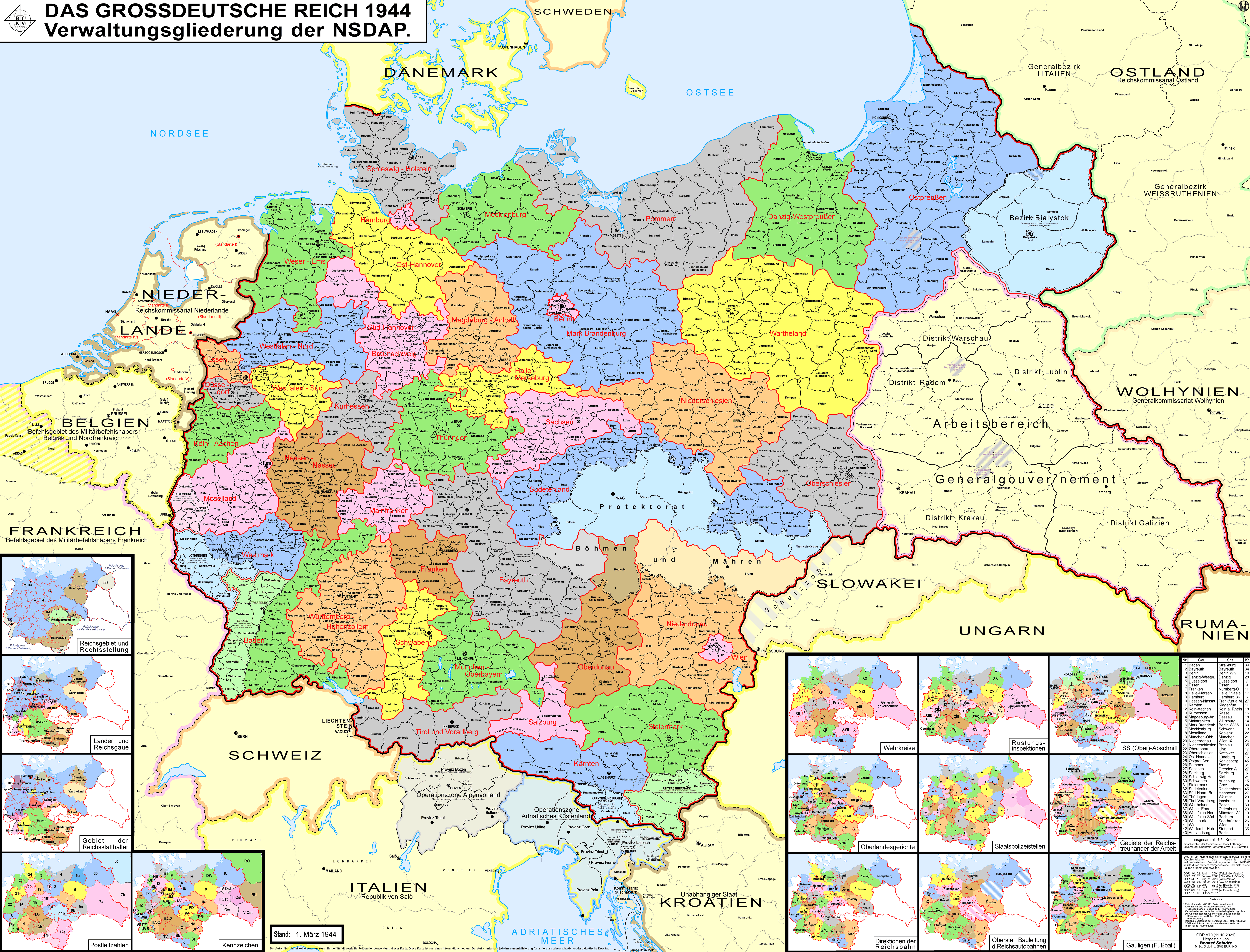
Gaue des Deutschen Reiches 1944

Der Gau Magdeburg-Anhalt war eine Verwaltungseinheit der NSDAP.

## Geschichte und Struktur
Der Gau Anhalt entstand 1925 aus der NSDAP-Ortsgruppe in Dessau heraus, das zur Gauhauptstadt wurde (Gauleitung: Seminarstraße 10). Nach Streitigkeiten wechselte die Gauleitung 1927 von Gustav Hermann Schmischke auf den bisherigen Geschäftsführer Wilhelm Friedrich Loeper über, der sie bis zum Tode 1935 innehatte. Gleichzeitig kam der Gau Elbe-Havel hinzu, den bisher seit 1925 Alois Bachschmidt geleitet hatte.
1932 richtete Loeper im Schloss Großkühnau eine erste Führerschule des Reichsarbeitsdienstes ein. Im gleichen Jahr erfolgte die Ernennung Loepers zum Landesinspektor der NSDAP für ganz Mitteldeutschland-Brandenburg, weshalb er von Hofmann als Gauleiter vertreten wurde. Wegen Streits mit Loeper trat er 1933 zurück und wurde von Joachim Albrecht Eggeling ersetzt.
Mit dem Machtgewinn 1933 wurde Loeper Reichsstatthalter für den Freistaat Anhalt und den Freistaat Braunschweig. In der preußischen Provinz Sachsen war Curt von Ulrich von 1933 bis 1944 der Oberpräsident. Nach Loepers Krebstod wurde gemäß der Stellvertreter-Regelung, nach der ein stellvertretender Gauleiter nicht im selben Gau Gauleiter werden konnte, Eggeling am 20. April 1937 zum Gauleiter im benachbarten Gau Halle-Merseburg als Nachfolger von Jordan, der als Gauleiter nach Dessau wechselte und auch zum Reichsstatthalter wurde. Es folgten seine Ernennungen zum Reichsverteidigungskommissar und zum Oberpräsidenten der aus dem Regierungsbezirk Magdeburg 1944 neu gebildeten preußischen Provinz Magdeburg. Jordan tauchte am Kriegsende zunächst unter, wurde dann britischerseits verhaftet, um an die Sowjetunion ausgeliefert zu werden. 1955 kehrte er nach Deutschland zurück.
Gauleiter waren
- Gustav Schmischke (16. Juli 1925 – 1. April 1927)
- Wilhelm Friedrich Loeper (1. April 1927 – 23. Oktober 1935)
  - Stellvertreter Paul Hofmann (Gaugeschäftsführer 1930, Gaupropagandaleiter 1931, Stv. 1932 – 31. März 1933)
  - Joachim Albrecht Eggeling (März 1933 – 20. April 1937)
- Joachim Albrecht Eggeling (mit der Führung beauftr. Nov. 1935 – April 1937)
  - Gaupersonalamtsleiter Christian Opdenhoff (Juli 1934 – Aug. 1936 Vertreter des Gauleiters ”in allen laufenden Angelegenheiten”)
- Rudolf Jordan (20. April 1937 – 1945)
  - nach April 1937 zeitweise unbesetzt
  - Stv. Rudolf Trautmann (9. November 1938 – 18. Juli 1944)

Kurt Kräft war seit 1928 der HJ-Führer im Gau. Gustav Leidenroth war seit 1933 Gaustabsleiter, der Magdeburger Kreisleiter Udo Grosse 1932 Gauinspekteur, der Stendaler Landrat Heinrich Detloff von Kalben zwischen 1932? und 1938. Gauwirtschaftsberater waren der Geschäftsführer der Junkers Flugzeug- und Motorenwerke Johannes Müller von 1933 bis 1935, Martin Nathusius bis 1939 und Walter Jander. Gaustabsführer Albert Heinz war verantwortlich für die Aufstellung der Volkssturm-Einheiten 1944/45. Die Gauführerschule wurde im ehemaligen Bauhaus, das Loeper massiv bekämpft hatte, in Dessau eingerichtet.
Der Gau Magdeburg-Anhalt umfasste (1945):
- vom Land Preußen die Provinz Magdeburg ohne die Gemeinde Böckwitz – Landkreis Salzwedel –, Preußisch Offleben – Landkreis Haldensleben –, und ohne den Gutsbezirk Regenstein, Forst – Landkreis Wernigerode,
- vom Land Preußen die Gemeinde Unterpeißen – Saalkreis – aus der Provinz Halle-Merseburg,
- den Freistaat Anhalt,
- vom Freistaat Braunschweig – Landkreis Helmstedt – die Gemeinden Berenbrock, Calvörde, Flecken, Dorst, Elsebeck, Jeseritz, Lössewitz, Parleib, Uthmöden, Velsdorf und Zobbenitz.

## NSDAP-Kreisleitungen und Kreisleiter
- Bernburg: Otto Wienecke
- Calbe
- Dessau-Köthen (zuvor: Dessau-Land): Victor von Podbielski
- Dessau-Stadt: Walter Sommer
- Gardelegen
- Halberstadt: Walter Detering
- Jerichow I
- Jerichow II
- Köthen
- Magdeburg: Rudolf Krause
- Neuhaldensleben
- Oschersleben
- Osterburg
- Quedlinburg-Ballenstedt
- Salzwedel
- Stendal
- Wanzleben
- Wolmirstedt
- Zerbst

## Film
- Lebensläufe. Rudolf Jordan und Albrecht Eggeling – Die Gauleiter der NSDAP in Sachsen-Anhalt. Dokumentation, Deutschland, 2007, 45 Min., Buch und Regie: Ernst-Michael Brandt, Produktion: MDR, Erstausstrahlung: 11. November 2007, Inhaltsangabe (Memento vom 2. Januar 2004 im Internet Archive) vom MDR